# 9-Octylhexacosane
Le 9-octylhexacosane est un hydrocarbure saturé isomère du tétratriacontane. Il a donc pour formule C34H70.  